# パウエル報告
パウエル報告（パウエルほうこく）は、2003年2月5日の国際連合安全保障理事会において、アメリカの国務長官であったコリン・パウエルによって行われた報告。イラクが化学兵器、生物兵器などを密かに開発、所持していることを示すためのものであったが、後にほとんどが事実誤認や捏造された情報だったことが判明している。

## 背景
イラクは湾岸戦争の停戦時に、国連によって、大量破壊兵器やその開発プログラム、製造設備などを破棄することを義務付けられた。その義務が果たされているかどうかを調査が専門家からなる武器査察団によって行われることになった。この査察活動に対してイラクは必ずしも全面的な協力を行わず、一部の武器を申告しない、製造設備を偽装する、などの行為を行ったとされる。また、査察団がスパイ活動を行っているなど査察に対する批判も行った。結果、イラクの武装解除は難航した。（イラク武装解除問題）
2003年に、アメリカはイラクに対して批判的な姿勢を強め、武力行使も辞さないという発言が当時の大統領らによって行われた。イラクの武装解除や武器査察をめぐる国連安保理の合意（国際連合安全保障理事会決議1441）では、武力行使の可能性は暗に示唆されていた程度に留まっており（パラグラフ13）、査察団への協力の欠如や、禁止されている兵器の開発などがあった場合に安保理が速やかに協議を行うということになっていた（パラグラフ12）。また、査察団の報告は、イラク側が必ずしも全面的に協力しているわけではないものの査察活動は進展しており、より時間をかけた査察が必要だとするものであった。だが、アメリカ側はこのような査察団の見解に不満を抱き、フランスをはじめとする常任理事国が武器査察の継続を支持したことにも反対を表明し、もはや査察による武装解除ではなく、より強硬な手段をとるべきだとした。
この背景には、2001年9月11日にアメリカ同時多発テロ事件の被害があったこと、そのテロを支援する（またはその可能性がある）国家のひとつとしてイラクを指摘していたこと、具体的にイラクに支援されたテロ組織がアメリカを標的とした活動を行うのを待たずに先制攻撃をかける権利があると主張していたこと、などが挙げられる。

## 報告の内容と評価
アメリカは自国の情報を用いて、武器査察が有効に機能しておらず、長距離ミサイル、移動式の化学兵器製造設備などが存在している可能性を示した。
報告は約90分に渡るものだった。
軍事関係の専門家の中にはその報告の内容について、イラクの申告漏れの証拠であると高く評価する者もいたが、逆に幾つかの欠陥を指摘し、重視する声もあった。
同報告が、重要な情報源として高く評価し、言及していたイギリス政府による報告書が、実はイラクの研究を行うアメリカの大学院生の論文からのかなり長い剽窃を含んでおり、その論文が1991年当時の情報に基づいたものであること、軍事業界の専門誌「ジェーンズ・インテリジェンス・レビュー」からの剽窃も含んでいたこと、などが後に多くの報道機関によって指摘された。
また、イラクがナイジェリアから500トンのウラニウムを購入しようとした（ニジェール疑惑）証拠として提出された書類は、偽造であることが指摘された。かなり稚拙な偽造であるとの批判がなされた。アメリカ政府の意図的な工作を疑う声もあったが、政府側は、偽造であることが見破られないままに証拠として考慮されたものであるとした。
パウエル自身も後にABCニュースのインタビューでこの報告を『私の生涯の汚点であり、報告内容はひどいものだった』と反省の弁を述べている。